# Grote of Sint-Barbarakerk (Culemborg)
De Grote of Sint-Barbarakerk is een protestantse gotische kruisbasiliek aan de Grote Kerkstraat in de Nederlandse stad Culemborg. 
De kerk dient niet verward te worden met de naburig gelegen rooms-katholieke Barbarakerk of de Oud-Katholieke Parochie van de H.H. Barbara en Antonius.

## Geschiedenis
Rond het jaar 1300 stond er een kleine kapel die onder de parochie viel van de kerk van Beusichem. Onder heer Jan van Beusichem werd de kapel in 1310 een zelfstandige parochiekerk, opgedragen aan het kapittel van Sint Jan te Utrecht. Hij zou dan ook de opdracht hebben gegeven voor de bouw van de kerk op de plaats van de kapel.
De kerk werd in de 14e en 15e eeuw verbouwd en uitgebreid, met de heren van Culemborg als opdrachtgevers. Zij gebruikten de kerk tevens als grafkerk voor hun familie.
De kerk is sinds 1421 gewijd aan de heilige Barbara. In dat jaar stichtte Hubert III van Culemborg namelijk een kapittel, bestaande uit acht kanunniken, en gewijd aan Barbara. De deken van het kapittel woonde in de Dekenije, een huis tegenover de kerk.
Elisabeth van Culemborg liet de kerk verfraaien en verder uitbreiden, waaronder de bouw van een sacristie.
Tijdens de Beeldenstorm op 14 september 1566 werd veel schade toegebracht aan de kerk. Kapellen, beelden en altaren werden kapot gemaakt, de gebrandschilderde ramen werden vervangen door gewoon glas. De oorspronkelijk rooms-katholieke kerk werd tijdens de reformatie in 1578 aan de protestanten gegeven.
In 1654 sloeg de bliksem in de torenspits. Door de brand stortte een deel van de kerktoren in het schip en brandde het interieur af. De kerk werd hersteld, maar de torenspits is weggelaten.
De kerk werd van 1963 tot 1968 gerestaureerd en in 2012 werd de vloerverwarming vernieuwd en uitgebreid.

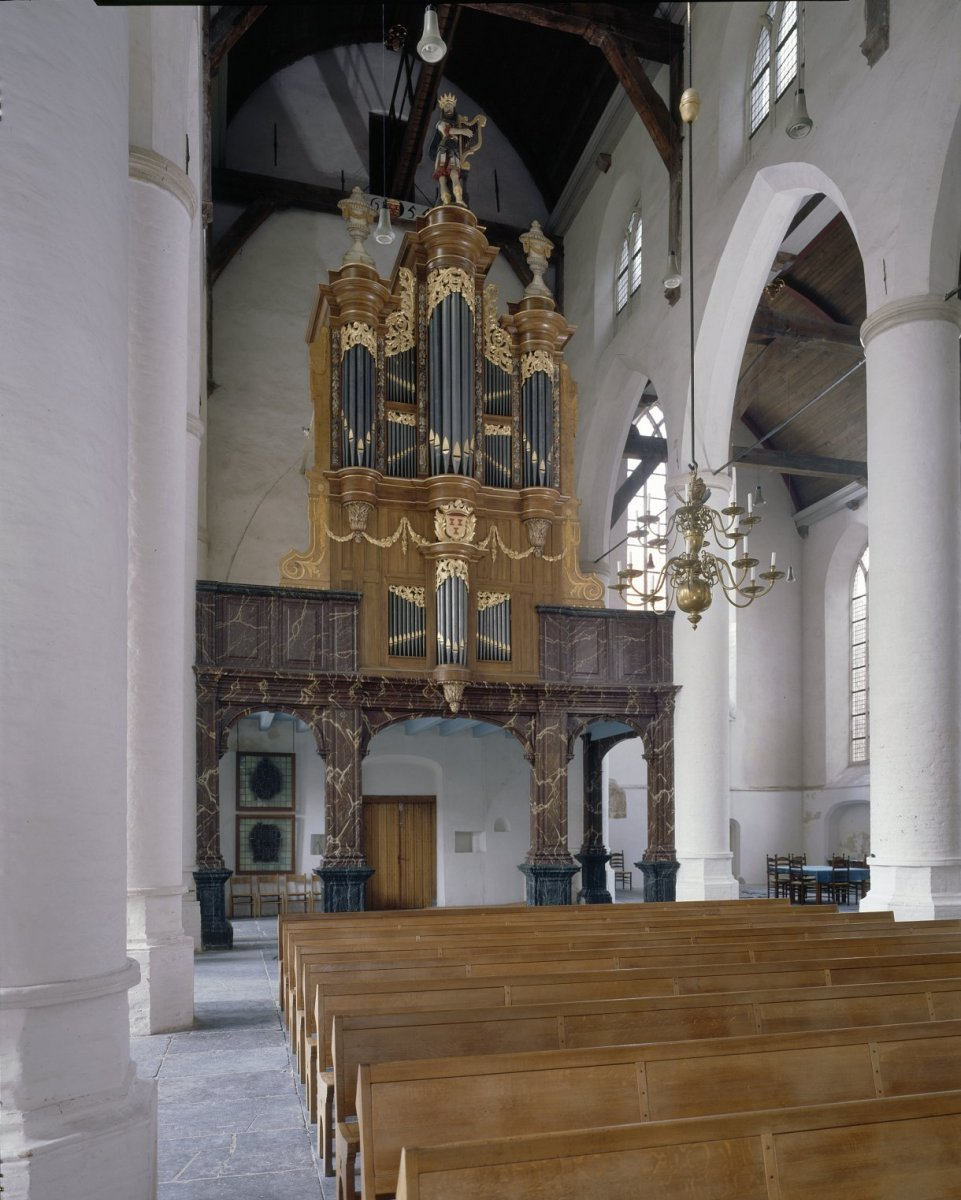
Hooforgel

## Orgels
Tijdens de Beeldenstorm is het orgel uit 1559, gebouwd door Johan Roose, omvergetrokken.
De huidige kerk bevat een hoofdorgel en een orgel in het koor. Het hoofdorgel werd in 1719 door orgelbouwer Matthijs Verhofstadt gebouwd. In 1971 werd het gerestaureerd. Het is het best bewaard gebleven orgel van Verhofstadt.
In 1968 werd het in oorsprong 17e-eeuwse Wiegleb-orgel in het koor geplaatst. De bouwer van dit orgel is onbekend. Het orgel werd eerder gebruikt in Naarden en Baarn.

## Toren

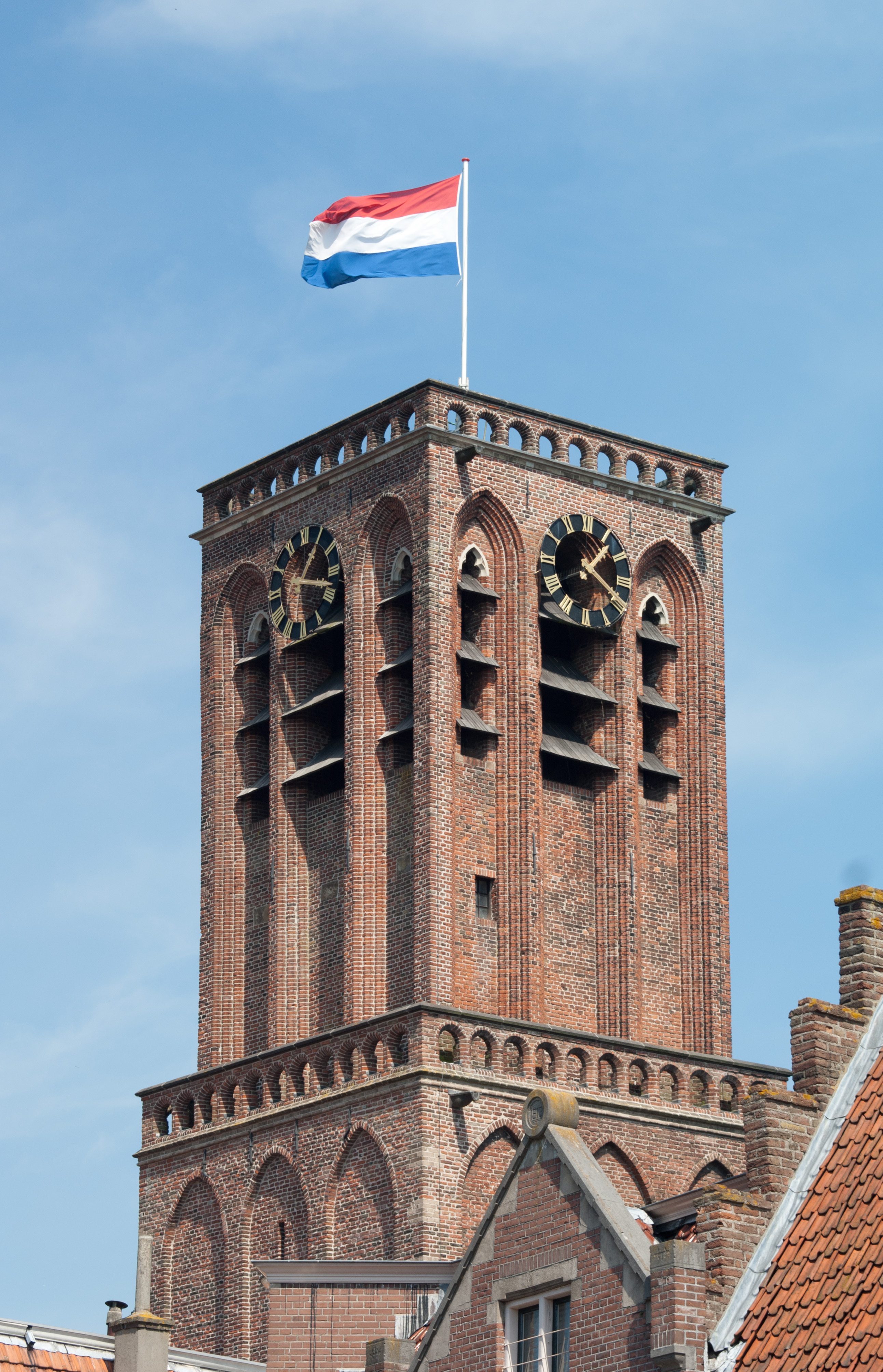
De toren van de Grote of Sint-Barbarakerk

De toren van de kerk bevat een carillon met 47 klokken, negen basklokken gegoten door de gebroeders Hemony (waarvan er in 1870 vier verkocht werden) en één klok die gebarsten is. Twee van de verkochte klokken werden later weer teruggeplaatst in het carillon, de ander twee klokken zijn door Klokkengieterij Eijsbouts in 1952 gegoten. De aan Hilvarenbeek verkochte Hemonyklok keerde in 2010, na bemiddeling door Gideon Bodden, terug naar Culemborg. In 2021 keerde de Hemonyklok ook weer daadwerkelijk terug in het klokkenspel. In 2021 werden herstelwerkzaamheden uitgevoerd aan het carillon, dat onder meer van nieuwe klepels en een nieuwe speeltafel werd voorzien. Peter Bremer was in 2023 de beiaardier van het carillon.